# Roland Guillaumel
 (avril 2014).
Si vous disposez d'ouvrages ou d'articles de référence ou si vous connaissez des sites web de qualité traitant du thème abordé ici, merci de compléter l'article en donnant les références utiles à sa vérifiabilité et en les liant à la section « Notes et références ».
Roland Guillaumel né le 15 janvier 1926 à Plémet (Côtes-du-Nord, actuellement Côtes-d'Armor) et mort le 12 mai 2014 au Chesnay (Yvelines) est un sculpteur français.

## Biographie
Les parents de Roland Guillaumel tenaient l'hôtel de Bretagne sur la place du Général-de-Gaulle qu'ils ouvrirent en 1933[réf. nécessaire]. Durant sa jeunesse, Roland Guillaumel sculpte les bouts de bois avec un petit couteau de poche, ou modèle de la pâte. Il représente ainsi des commerçants du village, à commencer par le pharmacien[réf. nécessaire].
Au début de la Seconde Guerre mondiale, un client de l'hôtel, ancien professeur de l'École des beaux-arts, lui conseille d'entrer à l'école des beaux-arts de Rennes[réf. nécessaire]. Il y est admis en 1942, dans les ateliers d'Albert Bourget et Mathurin Méheut, la perspective avec l'architecte Raymond Cornon, et l'anatomie avec Théophile Lemonnier[réf. nécessaire]. Puis il poursuit sa formation à l'École nationale supérieure des beaux-arts de Paris en 1946 dans les ateliers de Paul Niclausse puis de Louis Leygue (1905-1992).
Prix de Rome en sculpture de 1951, il ne bénéficie pas de la bourse, mais fera le voyage à Rome à son compte[réf. nécessaire]. Il enseigne le dessin de 1962 à 2006 à l'école supérieure d'arts graphiques Penninghen à Paris, et compte parmi ses élèves l'auteure de bande dessinées Claire Bretécher[réf. nécessaire]. Il obtient le prix André Susse en 1968.
Il poursuit son activité de sculpteur dans son atelier de La Celle-Saint-Cloud jusqu'en décembre 2013[réf. nécessaire].

## Œuvres
- Geoffroy Dauvergne, vers 1951, buste en bois, localisation inconnue[2].
- Coq, cuivre, MJC de Vincennes[3].
- Armoiries de la Ville de Paris et enseigne, Paris, palais des congrès.
- Écusson de Monaco, 1976, Monaco, façade et décoration du grand escalier du Crédit Foncier de Monaco.
- Christ, 1954-1955, plomb, 1,40 mètre, Plémet, chapelle de Saint-Lubin.
- Vierge et saint Joseph, et Sainte Catherine, 1958, bas-reliefs, Bliesbruck, porche de l'église Sainte-Catherine.
- Vierge, bois, Schiltigheim, église Notre-Dame-de-l'Immaculée-Conception.
- Vierge à l'Enfant, groupe en bois, Vincennes, chœur de la chapelle de l'hôpital Bégin[4].
- Christ, cuivre, Noyers-Bocage.
- Saint Benoît, plomb, Lessay (Manche), abbaye Sainte-Trinité[5].
- Poinçon de saint Jean-Baptiste, Valognes, baptistère de l'église Saint-Malo.
- Bas-relief, Blois, basilique Notre-Dame-de-la-Trinité, salle de conférences.
- Reliquaire de Saint-Pierre, ou Ange, bois, Plémet, église Saint-Pierre-et-Saint-Paul[6].
- Autel, pierre, Périgueux, chœur de la cathédrale Saint-Front.
- Crucifix, bas-relief, tombe des Franciscains, Carrières-sous-Poissy, cimetière[7].
- Système planétaire, cuivre, Plémet, collège Louis Le Guilloux.
- Soleil et oiseaux, cuivre, Paimpol, façade du collège Marie-José Chombart de Lauwe.
- Oiseaux, cuivre, Pléneuf, collège Jean Richepin[réf. nécessaire].
- Sainte Anne trinitaire, pierre, La Ferrière-aux-Étangs, EHPAD Sainte-Anne[8].

## Salons
- Salon des artistes français, Paris, médaille d'argent.
- Salon Comparaisons, Paris.
- Salon des réalités nouvelles, Paris.

## Expositions
- Biennale internationale de formes humaines, 1966.
- Biennale internationale de formes humaines, 1968, prix André Susse.
- Biennale internationale de formes humaines, 1970.
- Rennes, Maison de la Radio, avec le groupe du Combat des trente.
- Lorient, Brest, avec le groupe du Combat des trente.
- Lamballe, avec le peintre Henri Yvergniaux, groupe du Combat des trente, 1971.

## Élèves notoires
- Antoine Bardou-Jaquet (H5)
- Claire Bretécher (Académie Julian)
- Cyril Houplain
- Stéfanie Jarre
- Nicolas Schmerkin
- Raphaël Thierry
- Christian Volckman

## Iconographie
- Geoffroy Dauvergne, Portrait de Roland Guillaumel, 1946, localisation inconnue[2].